# Liệu pháp hành vi nhận thức
Trị liệu hành vi nhận thức hoặc Liệu pháp hành vi nhận thức (cognitive behavioral therapy-CBT) là một can thiệp tâm lý xã hội  nhằm cải thiện sức khỏe tâm thần. CBT tập trung vào thách thức và thay đổi những biến dạng nhận thức không có ích (ví dụ như suy nghĩ, niềm tin và thái độ) và hành vi, cải thiện điều tiết cảm xúc, và phát triển các chiến lược đối phó cá nhân nhằm giải quyết các vấn đề hiện tại. Ban đầu, nó được thiết kế để điều trị trầm cảm, nhưng việc sử dụng nó đã được mở rộng để bao gồm điều trị một số tình trạng sức khỏe tâm thần, bao gồm cả lo lắng.
Mô hình CBT dựa trên sự kết hợp của các nguyên tắc cơ bản từ tâm lý học hành vi và nhận thức. Nó khác với các cách tiếp cận lịch sử đối với tâm lý trị liệu, chẳng hạn như phương pháp phân tâm học, nơi nhà trị liệu tìm kiếm ý nghĩa vô thức đằng sau các hành vi và sau đó hình thành một chẩn đoán. Thay vào đó, CBT là một hình thức trị liệu "tập trung vào vấn đề" và "định hướng hành động", nghĩa là nó được sử dụng để điều trị các vấn đề cụ thể liên quan đến rối loạn tâm thần được chẩn đoán. Vai trò của nhà trị liệu là hỗ trợ khách hàng tìm kiếm và thực hành các chiến lược hiệu quả để giải quyết các mục tiêu đã xác định và giảm các triệu chứng của rối loạn. CBT dựa trên niềm tin rằng các biến dạng nhận thức và hành vi không lành mạnh đóng vai trò trong việc phát triển và duy trì các rối loạn tâm lý, và các triệu chứng và đau khổ liên quan có thể được giảm bằng cách dạy các kỹ năng xử lý thông tin và cơ chế đối phó mới.
Khi so sánh với thuốc thần kinh, các nghiên cứu xem xét đã thấy CBT có hiệu quả để điều trị các dạng trầm cảm và lo âu ít nghiêm trọng hơn, rối loạn căng thẳng sau chấn thương (PTSD), lạm dụng chất, rối loạn ăn uống và rối loạn nhân cách ranh giới. Nó thường được khuyên dùng kết hợp với thuốc để điều trị các tình trạng khác, như rối loạn ám ảnh cưỡng chế nghiêm trọng (OCD) và rối loạn trầm cảm lớn, rối loạn sử dụng opioid, rối loạn lưỡng cực và rối loạn tâm thần. Ngoài ra, CBT được khuyến cáo là dòng điều trị đầu tiên cho phần lớn các rối loạn tâm lý ở trẻ em và thanh thiếu niên, bao gồm cả sự gây hấn và rối loạn hành vi. Các nhà nghiên cứu đã phát hiện ra rằng các biện pháp can thiệp trị liệu chân thực khác cũng có hiệu quả tương đương để điều trị một số bệnh ở người lớn. Cùng với liệu pháp tâm lý cá nhân (IPT), CBT được khuyến cáo trong hướng dẫn điều trị như một điều trị tâm lý xã hội của sự lựa chọn, và CBT và IPT là những can thiệp tâm lý xã hội duy nhất mà người bị tâm thần được uỷ quyền để được đào tạo tại chỗ.